# Chibundu Onuzo
Chibundu Onuzo (Lagos, 1991) é uma escritora nigeriana.
Escreveu seus primeiros textos aos 10 anos de idade, produzindo fanfic com personagens de programas da TV nigeriana. Aos 19, tornou-se a mais jovem autora contratada pela editora britânica Faber and Faber, que publicou seu primeiro romance, The Spider King’s Daughter.

## Obras
- 2012 - The Spider King’s Daughter